# Adrenarche
Adrenarche – zwiększone wydzielanie androgenów kory nadnerczy w okresie poprzedzającym okres dojrzewania płciowego lub we wczesnym okresie dojrzewania płciowego. Prawidłowy wiek pojawienia się adrenarche u dziewcząt to ponad 7 lat, a u chłopców 9 lat.